# Pressione idrostatica
La pressione (idro-)statica è la forza esercitata da un corpo continuo in quiete sull'unità di superficie con cui è a contatto normalmente a essa. 
In meccanica del continuo viene definita come lo scalare associato alla parte sferica del tensore delle tensioni.
Pascal, ricreando l'esperimento di Torricelli, e cioè mettendo dell'acqua in un recipiente forato e spingendola verso il basso, vide che l'acqua usciva con stessa intensità e velocità in tutte le direzioni: stabilì così la legge di Pascal per la pressione (idro)statica.
Secondo la legge di Stevino, in un fluido in stato di quiete immerso in un campo di forze di volume esterno, il valore di questa pressione dipende esclusivamente dalla densità del fluido e dall'affondamento del punto considerato dal pelo libero o, in linea più generale, dal piano dei carichi idrostatici. Esso dunque è indipendente dalla massa sottostante il punto considerato.

## Definizione
Come ogni tensore, il tensore delle tensioni di Cauchy {\displaystyle \mathbf {\sigma } } può essere decomposto in una parte sferica e una parte deviatorica
{\displaystyle {\boldsymbol {\sigma }}={\bar {\sigma }}\,{\mathbf {I} }+{\boldsymbol {\sigma }}^{dev}}
ovvero nella rappresentazione matriciale in un sistema di coordinate ortogonali:
{\displaystyle [{\boldsymbol {\sigma }}]\equiv \left[{\begin{matrix}{\bar {\sigma }}&0&0\\0&{\bar {\sigma }}&0\\0&0&{\bar {\sigma }}\\\end{matrix}}\right]+\left[{\begin{matrix}\sigma _{11}-{\bar {\sigma }}&\sigma _{12}&\sigma _{13}\\\sigma _{21}&\sigma _{22}-{\bar {\sigma }}&\sigma _{23}\\\sigma _{31}&\sigma _{32}&\sigma _{33}-{\bar {\sigma }}\\\end{matrix}}\right]}
dove  {\displaystyle {\bar {\sigma }}} è la tensione media o pressione statica:
{\displaystyle {\bar {\sigma }}={\frac {1}{3}}{\mbox{tr}}{\bigl (}{\boldsymbol {\sigma }}{\bigr )}={\frac {1}{3}}(\sigma _{11}+\sigma _{22}+\sigma _{33})}
La parte sferica {\displaystyle {\bar {\sigma }}\,{\mathbf {I} }} del tensore delle tensioni è rappresentativa di uno stato idrostatico di tensione.

## Legge di Stevino
La legge di Stevino afferma che:
p = φ
dove:
- p è la pressione statica (Pa)
- φ è il potenziale scalare  delle forze di volume.

A sua volta il potenziale scalare delle forze di volume vale nel caso più semplice di campo esterno costante che genera la forza di volume:
φ = ρ g z
- ρ è la densità del fluido (gas o liquido) (kg/m3)
- g è l'accelerazione di gravità (nel caso della terra: 9,8 m/s2)
- z è la profondità del punto considerato (m)

Secondo gli studi di Stevino, e ancor prima di Galileo, nasce il principio dei vasi comunicanti: in recipienti (vasi) collegati tra loro (comunicanti), contenenti lo stesso liquido in quiete, il livello della superficie libera è uguale, indipendentemente dalla forma dei contenitori.
In conseguenza a quanto detto finora, si hanno delle superfici isobare, cioè a pressione costante, orizzontali. L'andamento delle pressioni è detto "triangolare" perché, essendo la pressione direttamente proporzionale all'affondamento del punto, si ha un aumento costante e lineare del valore della pressione. Volendo rappresentare questo andamento in un sistema di assi cartesiani, il risultato sarebbe una retta che forma un angolo con la direzione positiva dell'asse delle ascisse che rappresenta la densità del liquido (all'aumentare della densità aumenta l'inclinazione della retta e quindi a variazioni uguali di affondamento si hanno aumenti di pressione maggiori).
Nel caso in cui ci siano due o più fluidi non miscibili e con densità differenti, la pressione idrostatica è rappresentata dalla somma delle pressioni provocate dai diversi fluidi. Ad esempio la pressione assoluta applicata al fondo di un recipiente pieno d'acqua a contatto con l'atmosfera è la somma della pressione atmosferica e della pressione relativa all'acqua presente nel recipiente. In questo caso si possono considerare separatamente gli effetti dei due fluidi o si può immaginare la superficie come sottoposta alla pressione di un solo fluido (considerando in essa anche la pressione dell'altro fluido rapportata al primo). Nell'esempio precedente, sapendo che l'atmosfera terrestre provoca una pressione pari a circa 10,33 metri di colonna d'acqua, possiamo sommare all'affondamento del punto questa quota e calcolare così la pressione assoluta nel punto considerato.